# Lucrinus putus
Lucrinus putus är en spindelart som beskrevs av O. Pickard-Cambridge 1904. Lucrinus putus ingår i släktet Lucrinus och familjen täckvävarspindlar. Inga underarter finns listade i Catalogue of Life.